# James P. Eisenstein
James Philip Eisenstein, genannt Jim Eisenstein, (* 15. Mai 1952 in St. Louis) ist ein US-amerikanischer Festkörperphysiker.
Eisenstein studierte am Oberlin College mit dem Bachelor-Abschluss 1974 und wurde 1980 an der University of California, Berkeley in Physik promoviert. Nach kurzer Zeit als Assistant Professor am Williams College war er ab 1983 in den Bell Laboratories, wo er 1993 Distinguished Member des Technical Staff wurde. 1996 wurde er Professor am Caltech, wo er seit 2004 Frank J. Roshek Professor für Physik und Angewandte Physik ist.
Er befasst sich mit dem kollektiven Verhalten von zweidimensionalen Elektronensystemen in Halbleiter-Heterostrukturen (erzeugt mit Molekularstrahl-Epitaxie in Galliumarsenid) und Graphen (ein- und doppelschichtig) bei tiefen Temperaturen und hohen Magnetfeldern, insbesondere doppelschichtigen zweidimensionalen Systemen und dem fraktionalen Quanten-Hall-Effekt mit Quantenzahl 5/2. Seine Gruppe entdeckte neue Phasen in zweidimensionalen Elektronensystemen, die Flüssigkristallen ähneln. Außerdem fand seine Gruppe Hinweise auf eine neue Art von Supraflüssigkeitsverhalten in doppelschichtigen zweidimensionalen Elektronensystemen (mit Cooperpaaren die Exziton-Anregungen in einer Schicht gekoppelt mit einer Loch-Anregung in der anderen Schicht entsprechen).
2007 erhielt Eisenstein mit Steven M. Girvin, Allan H. MacDonald den Oliver E. Buckley Condensed Matter Prize für grundlegende experimentelle und theoretische Forschung zu korrelierten Vielelektronensystemen in niedrigen Dimensionen (Laudatio). Für 2025 wurde ihm der Wolf-Preis in Physik zugesprochen. Er war Loeb Lecturer, ist Fellow der American Physical Society und Mitglied der National Academy of Sciences (2005).